# Nevermind
„Nevermind“ е вторият и най-успешен албум на американската гръндж група „Нирвана“ в търговската мрежа. Издаден е на 24 септември 1991 г. от Д Джи Си Рекърдс и продуциран от Бъч Виг. При създаването на албума Кърт Кобейн се стреми да изведе музиката на групата отвъд средите на гръндж сцената в Сиатъл, като се фокусира върху работата на алтернативни рок групи като „Пиксис“ и използва техника им на промяна на динамиката (тихо и силно). Записът включва нов барабанист Дейв Грол, който замества предишния барабанист на групата – Чад Чанинг (в албума той участва само в една песен – „Polly“).
След излизането на Nevermind алтернативният рок става част от мейнстрийма, а албумът е приветстван от критиците (в това число Ролинг Стоун, Ню Мюзикъл Експрес и Тайм) като един от най-добрите албуми на „Нирвана“ за всички времена.

## Списък с песните
1. Smells Like Teen Spirit (Кърт Кобейн, Крист Новоселич и Дейв Грол) – 5:01
2. In Bloom (Кобейн) – 4:14
3. Come as You Are (Кобейн) – 4:13
4. Breed (Кобейн) – 3:03
5. Lithium (Кобейн) – 4:20
6. Polly (Кобейн) – 2:56
7. Territorial Pissings (Кобейн, Чет Поуърс) – 2:52
8. Drain You (Кобейн) – 3:16
9. Lounge Act (Кобейн) – 3:44
10. Stay Away (Кобейн) – 4:01
11. On a Plain (Кобейн)– 3:38
12. Something in the Way (Кобейн) – 3:26
13. Endless, Nameless (секретният трак на 6:44) (Кобейн) – 2:55

## Права
- Нирвана – продуцент
  - Кърт Кобейн – вокал, китара
  - Крис Новоселич – бас китара, китара, беквокал, фотография
  - Дейв Грол – барабани, беквокал
  - Чад Ченинг – чинели („Polly“)
  - Кърк Кенинг – виолончело („Something in the Way“)
- Бъч Виг – продуцент, звукорежисьор
- Анди Уолъс – аудиомиксиране
- Крейг Дубет – асистент на звукорежисьора, аудиомиксиране
- Спенсер Елден – бебето от обложката на албума
- Робърт Фишер – арт директор, дизайн
- Джеф Шихан – асистент на звукорежисьора
- Майкъл Лавин – фотография
- Кърк Уедъл – фотография на обложката на албума
- Хауи Вайнберг – мастеринг

## Критика
Албумът остава незабелязан от пресата дълго време. Няколко месеца след публикуването на Nevermind, когато Smells Like Teen Spirit започва да се върти по радиото и телевизията, печатните медии „с едно движение“ започват да публикуват статии за албума. Към този момент обаче вниманието е насочено главно към Кобейн, а не към самия албум. Първите отзиви, отпечатани преди „истерията“ около албума, са предимно положителни.